# Maritzstraat
Maritzstraat is een relatief korte straat in de Transvaalbuurt, Amsterdam-Oost.

## Straat
De straat sluit middels de Beukenwegspoorbrug aan op de Beukenweg (noordkant). Ze loopt dan ongeveer 100 meter zuidwaarts tot op het Krugerplein. De naam Maritzstraat werd al op 21 september 1904 vastgelegd als een straat vernoemd naar Gerrit Maritz, een van de leiders van de Voortrekkers in Zuid-Afrika. Conform een krantenbericht liep de straat (1904) van het Krugerplein naar de Retiefstraat, vernoemd aan Maritz’ collega Piet Retief. De Maritzstraat werd in 1915, 1923 en 1929 opnieuw vastgelegd. 
De ontwikkeling van de straat is in de architectuur terug te vinden. De oostelijke gevelwand uit 1917 verschilt aanmerkelijk van de westelijke gevelwand. De oostelijke kent traditionele opzet (woningen met zolder onder een kap) met adressen Maritzstraat 1-47. De westelijke moderne opzet, het Krugerhof uit 1929/1930, heeft bergingen op de begane grond en daarboven woningen onder plat dak.